# Spilogona murina
Spilogona murina är en tvåvingeart som beskrevs av Huckett 1965. Spilogona murina ingår i släktet Spilogona och familjen husflugor.
Artens utbredningsområde är Alaska. Inga underarter finns listade i Catalogue of Life.